# Ömer Aşık
Ömer Faruk Aşık (Bursa, 4 de julio de 1986) es un exjugador turco de baloncesto. Con 2,13 metros de estatura, jugaba en la posición de pívot.

## Carrera

### Liga Turca

#### 2005-2006
Jugó 9 partidos con el Fenerbahçe Ülker con 26 puntos y 28 rebotes en esos 9 partidos.Estuvo cedido la mayor parte de la temporada al Kadikoy Belediyesi, de la segunda división turca.

#### 2006-2007
Fue cedido al Alpella, actual Trabzonspor, para la temporada 2006-2007. Ömer lideró la estadística de rebotes por partido (11,2) y fue segundo en la de tapones con 2 tapones por partido aportando 9,3 puntos de media.Sus topes de la temporada fueron 20 puntos y 23 rebotes.

#### 2007-2008
Empezó la temporada con el Alpella promediando 15 puntos y 11 rebotes por partido en 10 encuentros de los cuales 7 acabó con doble-doble.Jugó contra el Efes Pilsen S.K. su último partido con el Alpella, donde hizo unos números de 25 puntos, 14 rebotes, 6 asistencias y 1 tapón en 37 minutos.
En diciembre volvió al Fenerbahçe, promediando el resto de la temporada 8 puntos y 7 rebotes.Combinando las estadísticas de sus partidos con el Alpella y el Fenerbahçe, lideró la lista de los tapones con 1,9 por partido.

#### 2008-2009
Empezó rápido a romper los récord de tiros taponados en el Top-16 de la Euroliga.Al finalizar la temporada acabó en 4ª posición por el premio al Mejor jugador joven y 5º al título de Mejor defensor.

### NBA

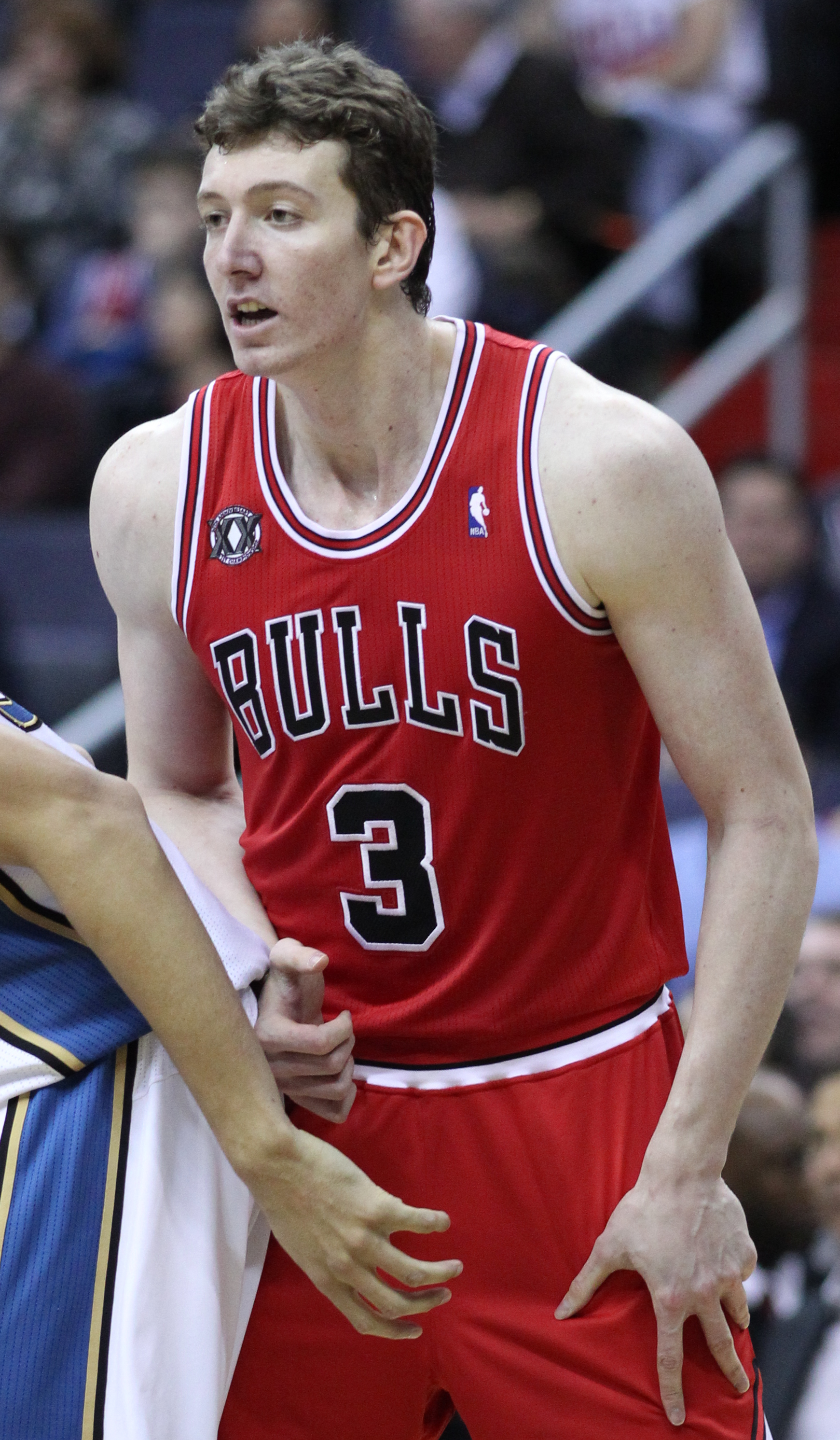
Aşık con los Bulls en 2011.

Ömer fue elegido en el puesto 36 de la 2ª ronda del Draft de la NBA de 2008 por los Portland Trail Blazers y fue traspasado inmediatamente a los Chicago Bulls.
El 13 de julio de 2010 firmó un contrato con los Chicago Bulls.
[actualizar]
El 1 de febrero de 2018, fue traspasado, junto a Jameer Nelson y Tony Allen a los Chicago Bulls a cambio de Nikola Mirotić.

### Selección nacional
Asik es un fijo de las selecciones nacionales desde muy joven. Ganó la medalla de plata en el Sub-20 en Esmirna.

#### Eurobasket 2009
Jugó con la selección de baloncesto de Turquía en el Eurobasket 2009 de Polonia, donde Turquía ganó a Lituania, Polonia y Bulgaria en el Grupo D. Turquía llegaría a cuartos donde perdió en la prórroga ante Grecia. Asik anotó 27 tiros de los 33 que intentó con un porcentaje del 81,8 %.

## Estadísticas de su carrera en la NBA

### Temporada regular
| Año     | Equipo      | PJ  | PT  | MPP  | %TC  | %3P  | %TL  | RPP  | APP | ROB | TPP | PPP  |
| ------- | ----------- | --- | --- | ---- | ---- | ---- | ---- | ---- | --- | --- | --- | ---- |
| 2010-11 | Chicago     | 82  | 0   | 12.1 | .553 | .000 | .500 | 3.7  | .4  | .2  | .7  | 2.8  |
| 2011-12 | Chicago     | 66  | 2   | 14.7 | .506 | .000 | .456 | 5.3  | .5  | .5  | 1.0 | 3.1  |
| 2012-13 | Houston     | 82  | 82  | 30.0 | .541 | .000 | .562 | 11.7 | .9  | .6  | 1.1 | 10.1 |
| 2013-14 | Houston     | 48  | 19  | 20.2 | .532 | .000 | .619 | 7.9  | .5  | .3  | .8  | 5.8  |
| 2014-15 | New Orleans | 76  | 76  | 26.1 | .517 | .000 | .582 | 9.8  | .9  | .4  | .7  | 7.3  |
| 2015-16 | New Orleans | 68  | 64  | 17.3 | .533 | .000 | .545 | 6.1  | .4  | .3  | .3  | 4.0  |
| 2016-17 | New Orleans | 31  | 19  | 15.5 | .477 | .000 | .590 | 5.3  | .5  | .2  | .3  | 2.7  |
| 2017-18 | New Orleans | 14  | 0   | 8.6  | .438 | .000 | .333 | 2.6  | .1  | .1  | .1  | 1.3  |
| 2017-18 | Chicago     | 4   | 0   | 15.3 | .333 | .000 | .000 | 2.5  | .3  | .3  | .5  | 1.0  |
| Total   | Total       | 471 | 262 | 19.6 | .528 | .000 | .551 | 7.1  | .6  | .4  | .7  | 5.3  |

### Playoffs
| Año   | Equipo      | PJ | PT | MPP  | %TC  | %3P  | %TL   | RPP  | APP | ROB | TPP | PPP  |
| ----- | ----------- | -- | -- | ---- | ---- | ---- | ----- | ---- | --- | --- | --- | ---- |
| 2011  | Chicago     | 15 | 0  | 9.9  | .462 | .000 | .300  | 2.1  | .1  | .1  | .5  | 1.0  |
| 2012  | Chicago     | 6  | 3  | 21.3 | .500 | .000 | .353  | 4.7  | 1.2 | .2  | 1.7 | 3.3  |
| 2013  | Houston     | 6  | 6  | 34.7 | .564 | .000 | .638  | 11.2 | .5  | .5  | 1.7 | 12.3 |
| 2014  | Houston     | 6  | 4  | 27.2 | .485 | .000 | 1.000 | 8.2  | .7  | .5  | .7  | 5.8  |
| 2015  | New Orleans | 4  | 4  | 19.8 | .200 | .000 | .571  | 7.3  | 1.5 | 1.3 | .0  | 2.0  |
| Total | Total       | 37 | 17 | 19.6 | .486 | .000 | .548  | 5.5  | .6  | .4  | .9  | 4.1  |